# Material Girl
"Material Girl" je drugi singl američke pjevačice Madonne s drugog studijskog albuma Like a Virgin. Kao singl je izdan 30. siječnja 1985. pod Sire Recordsom. U obradi se pojavljuje na kompilaciji najvećih hitova 1990. The Immaculate Collection te u izvornoj verziji 2009. na Celebration.

## O pjesmi
Madonna često kaže za ovu pjesmu da joj žao što ju je snimila jer joj je ta pjesma priskrbila nadimak koji je od onda prati. Izjavila je da je to sve znala nikad je ne bi snimila. The Virgin Tour je završila s parodijom na sebe i pjesmu. 
"Material Girl" je uključena na kompilacije najvećih hitova The Immaculate Collection (1990.) i Celebration (2009.). 2003. su Madonnini fanovi prema časopisu Q smjestili pjesmu na 15. mjesto njima najdražih singlova.
Kako je Madonna 1998. prigrlila Kabalu koja osuđuje materijalizam kao razlog sreće, prestala je izvoditi pjesmu.
Madonna je pjesmu izvela na sljedećim turnejama:
- The Virgin Tour (1985)
- Who's That Girl Tour (1987.)
- Blond Ambition Tour (1990.)
- Re-Invention Tour (2004.)

## Uspjeh singla
"Material Girl" je bio još jedan Top 5 singl u Sjedinjenim Državama i treći singl na 1. mjestu Hot Dance Club Play ljestvice. Pjesma je debitirala na Billboardovoj Hot 100 ljestvici na 43. poziciji u tjednu kada je prošli singl "Like a Virgin" izlazila iz Top 10. Singl se penjao po ljestvici brzo i uskoro se nalazio na 2. mjestu gdje je proveo 2 tjedna. Pjesmu su od samoh vrha ovojili singlovi "Can't Fight This Feeling" grupe REO Speedwagon i " One More Night" Phila Collinsa. 
Pjesma je ušla u Top 5 i u Ujedinjenom Kraljevstvu i ukupno je prodano 389.999 kopija singla. U Top 5 je pjesma ušla i u Južnoj Africi, Kanadi, Australiji i još mnogim državama.

## Spot
Ovaj video nalikuje na izvedbu Marilyn Monroe Diamonds Are a Girl's Best Friend iz filma Muškarci više vole plavuše isprekidano s radnjom spota gdje hollywoodski redatelj želi osvojiti srce glumice, koju glumi sama Madonna. Kako saznaje da ona nije impresionirana novcem i skupocjenim darovima, pretvara se da je siromašan. Tako joj sam ubire cvijeće i plaća nekom čovjeku za stari i prljavi kamionet kako bi je u tome izveo na spoj. Njegov plan na kraju uspjeva jer zadnja scena spota je kako se njih dvoje ljube u kamionetu. 
Spot je proglašen 54. najboljim spotom ikada prema VH 1. Nakon što je snimila spot, Madonna je izjavila da ne želi da je uspoređuju s Monroe iako je kopirala neke njezine pokrete i scene iz filma.
Spot je snimljen 10. i 11. siječnja 1985. u Hollywoodu a režisirala ga je Mary Lambert. Na snimanju ovog spota, Madonna je upoznala svoj prvog supruga Sean Penna.
"Material Girl" je nominirana za najbolji spot na dodjeli MTV-jevih nagrada ali je izgubila od pjesme "What's Love Got to Do with It" Tine Turner.

## Popis formata i pjesama
7" Singl
1. "Material Girl" - 4:00
2. "Pretender" - 4:28

12" Singl
1. "Material Girl" (Extended Dance Remix) - 6:05
2. "Pretender" - 4:28

## Službene verzije
- Album Version – 4:00
- Extended Dance Remix – 6:05
- Video Version – 4:43
- Remastered Version s The Immaculate Collection – 3:50

## Na ljestvicama
| Ljestvica (1985)                     | Pozicija |
| ------------------------------------ | -------- |
| Australija                           | 4        |
| Austrija                             | 8        |
| Kanada                               | 4        |
| Nizozemska                           | 8        |
| Europa                               | 5        |
| Francuska                            | 47       |
| Njemačka                             | 13       |
| Irska                                | 3        |
| Italija                              | 18       |
| Japan                                | 1        |
| Španjolska                           | 10       |
| Švicarska                            | 15       |
| Ujedinjeno Kraljevstvo               | 3        |
| SAD Billboard Hot 100                | 2        |
| SAD Billboard Hot Adult Contemporary | 38       |
| SAD Billboard Hot Dance Club Play    | 1        |
| SAD Billboard Hot R&B/Hip-Hop Songs  | 49       |
| SAD ARC Weekly Top 40                | 1        |